# بليسينج كاكو
بليسينج كاكو (بالإنجليزية: Blessing Kaku)‏ (5 أبريل 1978 نيجيريا - ) هو لاعب كرة قدم نيجيري، يلعب كلاعب وسط.

## روابط خارجية
- بليسينج كاكو على موقع قاعدة بيانات كرة القدم.إي يو (الإنجليزية)
- بليسينج كاكو على موقع ناشيونال فوتبول تيمز (الإنجليزية)
- بليسينج كاكو على موقع Soccerbase.com (لاعب) (الإنجليزية)
- بليسينج كاكو على موقع عالم كرة القدم.نت (الإنجليزية)
- بليسينج كاكو على موقع أوليمبيديا (الإنجليزية)